# Wielkawieś (gromada)
Wielkawieś (w latach 1970. Wielka Wieś; od 1 I 1972 Buk) – dawna gromada, czyli najmniejsza jednostka podziału terytorialnego Polskiej Rzeczypospolitej Ludowej w latach 1954–1972.
Gromady, z gromadzkimi radami narodowymi (GRN) jako organami władzy najniższego stopnia na wsi, funkcjonowały od reformy reorganizującej administrację wiejską przeprowadzonej jesienią 1954 do momentu ich zniesienia z dniem 1 stycznia 1973, tym samym wypierając organizację gminną w latach 1954–1972.
Gromadę Wielkawieś z siedzibą GRN w Wielkiejwsi (obecna pisownia Wielka Wieś) utworzono – jako jedną z 8759 gromad na obszarze Polski – w powiecie nowotomyskim w woj. poznańskim, na mocy uchwały nr 30/54 WRN w Poznaniu z dnia 5 października 1954. W skład jednostki weszły obszary dotychczasowych gromad Dobierzyn (obecnie Dobieżyn), Wielkawieś i Wysoczka oraz miejscowość Wiktorowo z dotychczasowej gromady Niegolewo ze zniesionej gminy Buk w tymże powiecie. Dla gromady ustalono 17 członków gromadzkiej rady narodowej.
1 stycznia 1960 do gromady Wielkawieś włączono obszary zniesionych gromad Szewce i Niepruszewo w tymże powiecie.
1 stycznia 1970 do gromady Wielka Wieś włączono 540,06 ha z miasta Buk w tymże powiecie, natomiast 41,96 ha (część wsi Wielka Wieś) z gromady Wielka Wieś włączono do miasta Buk.
1 stycznia 1972 gromadę zniesiono w związku z przeniesieniem siedziby GRN z Wielkiej Wsi do Buku i zmianą nazwy jednostki na gromada Buk.